# Powell (Wyoming)
Pour les articles homonymes, voir Powell.
La ville américaine de Powell est située dans le comté de Park, dans l’État du Wyoming. Sa population s’élevait à 6 314 habitants lors du recensement de 2010.

## Source
- (en) Cet article est partiellement ou en totalité issu de l’article de Wikipédia en anglais intitulé « Powell, Wyoming » (voir la liste des auteurs).